# Troides
Troides  es un género  de lepidóptero ditrisio  de la familia Papilionidae distribuidos por la India, China, Sudeste Asiático, Filipinas, Indonesia, Nueva Guinea y Australia.

## Especies
El género Troides incluye 35 especies, algunas con numerosas subespecies:
- Troides aeacus (C. & R. Felder, 1860).
- Troides aesacus (Ney, 1903).
- Troides alexandrae (Rothschild, 1907).
- Troides allotei Rothschild, 1914.
- Troides amphrysus (Cramer, 1779).
- Troides andromache (Staudinger, 1892).
- Troides arfakensis (Joicey & Noakes, 1916).
- Troides brookiana (Wallace, 1855).
- Troides chimaera Rothschild, 1904.
- Troides criton (C. & R. Felder, 1860).
- Troides croesus (Wallace, 1859).
- Troides cuneifera (Oberthür, 1879).
- Troides darsius (Gray, 1852).
- Troides dohertyi (Rippon, 1893).
- Troides goliath Oberthür.
- Troides haliphron (Boisduval, 1836).
- Troides helena (Linnaeus, 1758).
- Troides hypolitus (Cramer, 1775).
- Troides magellanus (C. & R. Felder, 1862).
- Troides meridionalis Rothschild, 1897.
- Troides minos (Cramer, 1779).
- Troides miranda (Butler, 1868).
- Troides oblongomaculatus (Goeze, 1779).
- Troides paradisea (Staudinger, 1893).
- Troides plato Wallace, 1865.
- Troides prattorum (Joicey & Talbot, 1922).
- Troides priamus (Linnaeus, 1758).
- Troides rhadamantus (Lucas, 1835).
- Troides riedeli Kirsch, 1885.
- Troides rothschildi Kenrick, 1911.
- Troides staudingeri (Röber, 1888).
- Troides tithonus (de Haan, 1841).
- Troides trojana (Honrath, 1886).
- Troides vandepolli (Snellen, 1890).
- Troides victoriae (Gray, 1856).

### Híbridos naturales
- Troides prattorum × Troides oblongomaculatus bouruensis — Troides mixtum